# Bad Arolsen
Bad Arolsen (tot 1997 Arolsen) is een gemeente in de Duitse deelstaat Hessen, gelegen in de Landkreis Waldeck-Frankenberg. De stad telt 15.571 inwoners. Naburige steden zijn onder andere Korbach, Bad Wildungen, Battenberg (Eder) en Diemelstadt.

## Indeling
De gemeente is onderverdeeld in:
| - Bad Arolsen - Massenhausen - Braunsen - Mengeringhausen - Bühle - Neu-Berich | - Helsen - Schmillinghausen - Kohlgrund - Volkhardinghausen - Landau - Wetterburg |

## Geschiedenis

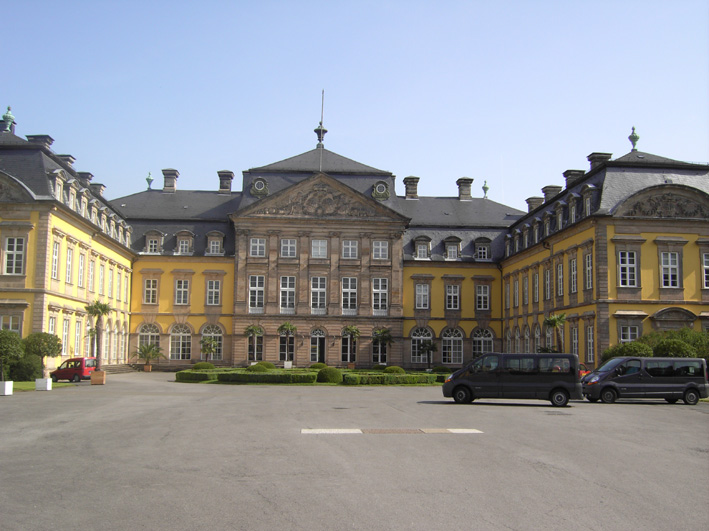
Kasteel van Bad Arolsen

Arolsen werd in 1131 voor het eerst vermeld als kerkdorp rondom een augustinessenklooster. Gedurende de Reformatie werd het klooster geseculariseerd (1526) en werd het residentie van de graven van Waldeck. Schloss Arolsen stamt uit het begin van de achttiende eeuw. Van 1655 tot 1918 was Arolsen residentiestad van het vorstendom Waldeck(-Pyrmont), daarna tot 1929 hoofdstad van de Vrijstaat Waldeck.
Arolsen was ook een garnizoensstad, op de Belgischer Platz herinnert een bord eraan, dat er daar een kazerne stond sedert 1871 en sinds 1952 gebruikt werd door het Belgisch Leger. In 1994 verlieten de Eerste Jagers te Paard de stad, evenals een afdeling Logistiek en de 14de Compagnie Gevechtsgenie. Een deel van de gebouwen staat er nog, de rest is opgegaan in een shoppingcenter.

## Archief slachtoffers WO II en nazisme
In Bad Arolsen is de International Tracing Service gevestigd, aan de Grosse Allee 5-9. Hun archief bevat gegevens over meer dan 17 miljoen nazislachtoffers. Het Rode Kruis maakte gebruik van de gegevens bij het opsporen van vermisten van de Tweede Wereldoorlog. Het archief werd op 30 april 2008 opengesteld voor het publiek. Sinds begin 2019 is het archief via internet te raadplegen.

## Metalfestival
In 2007 en 2008 vond in deze gemeente het Magic Circle Festival plaats, georganiseerd door platenlabel Magic Circle Music van de Amerikaanse heavymetalband Manowar.

## Geboren in Arolsen
- Christian Daniel Rauch ( 1777-1857), beeldhouwer
- Wilhelm von Kaulbach (1805-1874), kunstschilder
- Emma van Waldeck-Pyrmont (1858-1934), koningin-regentes der Nederlanden
- Josias zu Waldeck und Pyrmont (1896- 1967), oorlogsmisdadiger
- Wittekind zu Waldeck und Pyrmont (1936-2024),  Duitse prins, hoofd van het huis Zu Waldeck und Pyrmont
- Henri Lessire ( 1954), atleet

## Partnersteden
Bad Arolsen heeft de volgende partnersteden:
- Bad Köstritz (Thüringen, Duitsland)
- Hermann (Verenigde Staten)
- Heusden-Zolder (België)
- Klütz (Mecklenburg-Voor-Pommeren, Duitsland)